# Acanthotrema brasilianum
Acanthotrema brasilianum är en lavart som först beskrevs av Hale, och fick sitt nu gällande namn av Frisch. Acanthotrema brasilianum ingår i släktet Acanthotrema och familjen Graphidaceae.   Inga underarter finns listade i Catalogue of Life.